# Isaac Powell
Isaac Cole Powell (Greensboro, 30 de dezembro de 1994) é um ator americano. Ele é mais conhecido por interpretar Theo Graves em American Horror Story: NYC.

## Filmografia

### Cinema
| Ano  | Título           | Papel                   | Notas          |
| ---- | ---------------- | ----------------------- | -------------- |
| 2015 | Just a Body      | Pastor Dave             | Curta-metragem |
| 2019 | XaveMePlease     | Xavier                  | Curta-metragem |
| 2021 | Dear Evan Hansen | Rhys                    |                |
| 2022 | Lollygag         | Garoto da porta ao lado | Curta-metragem |
| 2022 | Susie Searches   | Ray Garcia              |                |
| 2023 | Cat Person       | Clay                    |                |
| 2023 | Our Son          | Solo                    |                |
| 2023 | In the Quiet     | Colby                   | Curta-metragem |
| 2024 | Nepotism, Baby!  | Convidado de Gala #1    | Curta-metragem |

### Televisão
| Ano       | Título                                | Papel       | Notas                                            |
| --------- | ------------------------------------- | ----------- | ------------------------------------------------ |
| 2018-2019 | Indoor Boys                           | Logan       | 6 episódios                                      |
| 2018      | Murphy Brown                          | Jack        | Episódio: "A Lifetime of Achievement"            |
| 2021      | Modern Love                           | Vince       | Episódio: "A Life Plan for Two, Followed by One" |
| 2021      | American Horror Story: Double Feature | Troy Lord   | 4 episódios                                      |
| 2022      | American Horror Story: NYC            | Theo Graves | 10 episódios                                     |
| 2024      | The Franchise                         | Bryson      | 8 episódios                                      |

### Teatro
| Ano  | Título              | Papel  | Notas    |
| ---- | ------------------- | ------ | -------- |
| 2017 | Once On This Island | Daniel | Broadway |
| 2020 | West Side Story     | Tony   | Broadway |